# Рустамбеков, Асад Фатулла оглы
Асад Фатулла оглы Рустамбеков — советский хозяйственный и научный деятель.

## Биография
Родился в 1911 году в Шуше в семье Фатуллы Рустамбекова. Член КПСС.
Окончил Азербайджанский индустриальный университет имени Азизбекова.
В 1932—1935 гг. — инженер по бурению, заместитель заведующего, заведующий группой бурения, ст. инженер по оборудованию нефтепромысла Лок-Батан.
В 1935—1938 гг. — заместитель заведующего группой бурения, главный инженер конторы бурения, начальник звена треста «Кагановичнефть».
В 1938—1940 гг. — инженер по бурению, старший инженер, начальник технического отдела Центрального института социалистического обмена опытом Главнефти/Главнефтедобычи НКТП СССР.
В 1940—1943 гг. — начальник отдела экспериментирования Азербайджанского нефтяного исследовательского института, главный инженер треста «Азнефтеразведка», главный инженер треста «Башнефтеразведка»
В 1943—1959 гг. — главный инженер треста/объединения «Азнефтеразведка», трестов «Апшероннефтеразведка», «Азморнефтеразведка».
В 1959—1968 гг. — управляющий трестом «Азнефтеразведка».
В 1968—1982 гг. — заместитель директора АзНИИбурнефти, АзНИПИнефти.
Специалист в области нефтяного машиностроения, кандидат технических наук, Почетный нефтяник, Заслуженный инженер Азербайджанской ССР.
Умер в 1982 году в Баку.

## Награды
- Орден Трудового Красного Знамени (1942, 1954, 1959, 1963)